# Peter Stone (Archäologe)

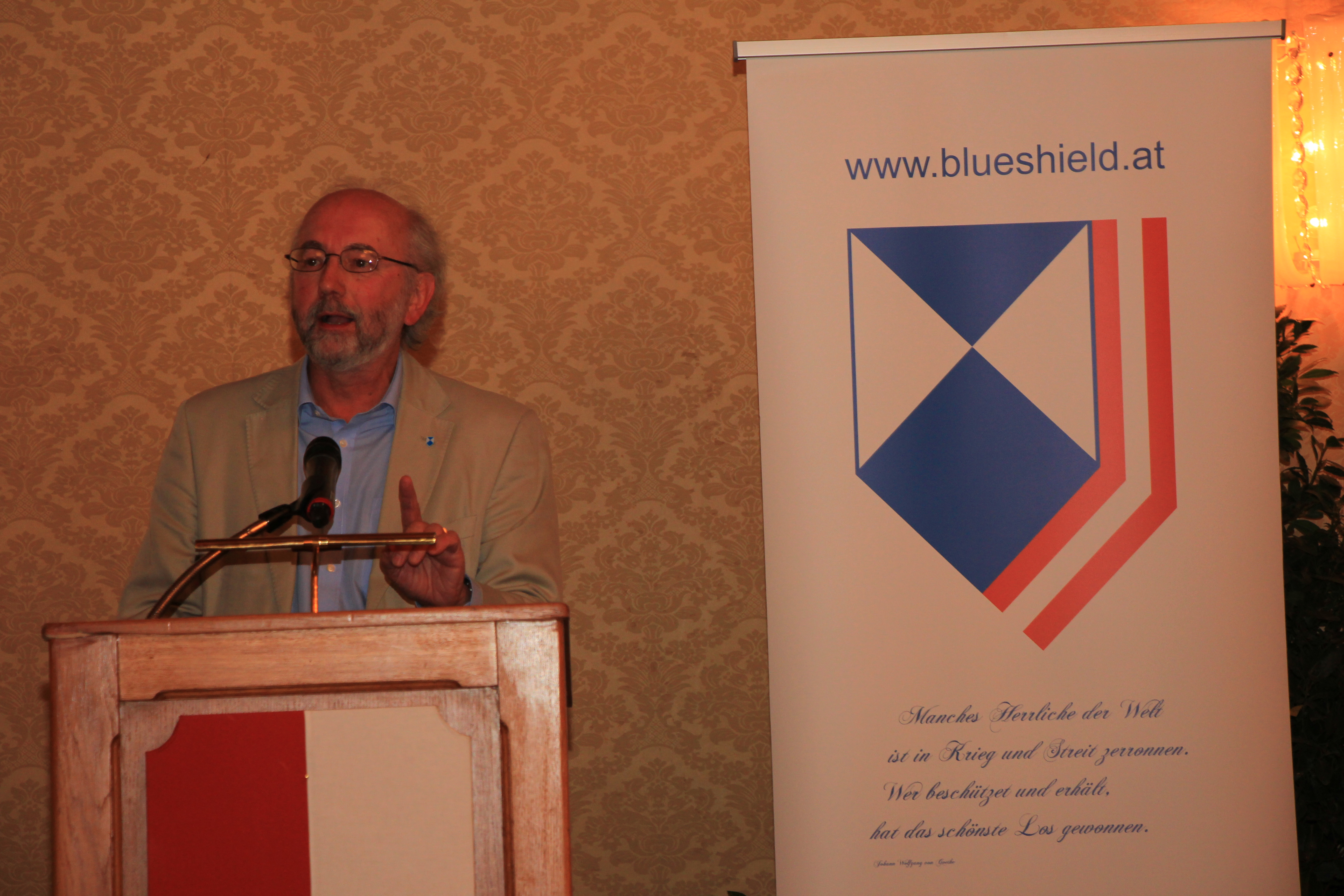
Peter Stone im Wiener Rathaus (2017)

Peter G. Stone (* 1957 in Manchester) ist ein britischer Prähistoriker.

## Leben
Peter Stone studierte an der University of Stirling und erhielt dort 1979 einen Bachelor of Arts in Geschichte sowie ein Diploma of Education (DipEd). Von Januar 1979 bis Juli 1980 war er Geschichtslehrer an der St Peter's High School in Doncaster. Von Oktober 1980 bis Juni 1981 arbeitete er als Englischlehrer in Athen.
In seiner Freizeit unternahm er archäologische Feldforschung in verschiedenen Ausgrabungsstätten in England, etwa in Coppergate in York, im angelsächsischen Hamwic in Southampton, und bei Hambledon Hill in Dorset. 1983 erhielt er an der University of Southampton einen Master of Arts in archäologischer Methodik und Theorie. Von Februar 1985 bis März 1988 war er Projektmanager und Koordinator des Archaeology and Education Project der Universität. Anschließend wurde er ab 1988 für English Heritage tätig, zuerst von März 1988 bis November 1995 als Regional Education Officer für deren South West Historic Properties, dann von November 1995 bis September 1997 als Education Officer for Further, Adult and Higher Education. Von November 1991 bis Dezember 1992 fungierte er als Acting Regional Administrator für die South West Properties in Care von English Heritage und war damit für mehr als 100 historisch wertvolle Objekte, unter anderem Stonehenge, verantwortlich. 1991 promovierte er mit der Dissertation Teaching the Past, with Special Reference to Prehistory, in English Primary Education an der University of Southampton zum Ph.D.
Seit 1997 ist Stone an der Newcastle University tätig, von Oktober 1997 bis August 2000 als Lecturer in Heritage Studies am Department of Archaeology bzw. am International Centre for Cultural and Heritage Studies (ICCHS) sowie von August 2000 bis 2007 als Senior Lecturer in Heritage Studies am ICCHS. Des Weiteren war er von August 2001 bis Dezember 2005 Direktor des ICCHS und von 2006 bis Dezember 2015 Leiter der School of Arts and Cultures der Universität. 2016 wurde er auf den neueingerichteten Lehrstuhl UNESCO Chair in Cultural Property Protection and Peace berufen.
2003, vor dem Irakkrieg, wurde er archäologischer Berater im britischen Verteidigungsministerium und war mit Fragen der Identifikation und des Schutzes historischer Kulturgüter des Landes befasst. Von 2005 bis 2012 war er Vorsitzender des Hadrian's Wall World Heritage Site Management Plan Committee. Daneben war er von 2005 bis 2011 Mitglied im Kulturkomitee der UK National Commission for UNESCO und von 2005 bis 2012 Mitglied im archäologischen Gremium des National Trust.
International engagierte sich Stone stark in der Gründung und dem Aufbau des World Archaeological Congress (WAC) und war Mitglied in der Arbeitsgruppe, die das World Heritage Education project der UNESCO entwickelte.
Er ist Mitglied des Council for British Archaeology und des World Archaeological Congress. 1991 wurde er zum Mitglied des Institute of Field Archaeologists gewählt. 1997 wurde er zum Fellow der Society of Antiquaries of London gewählt. 2011 wurde er zum Officer of the Order of the British Empire ernannt. Sein Buch The Destruction of Cultural Heritage in Iraq erhielt im selben Jahr den James R Wiseman Book Award des Archaeological Institute of America. Der World Archaeological Congress verlieh ihm 2013 den Lifetime Achievement Award für seine Verdienste um die internationale Archäologie sowie den Peter Ucko Memorial Award. Auf der Generalversammlung der Kulturgüterschutzorganisation Blue Shield International am 28. August 2020 wurde Stone, bisher Vizepräsident, zum neuen Präsidenten gewählt.
Stone ist verheiratet und Vater von vier Kindern.

## Veröffentlichungen (Auswahl)
- mit Robert MacKenzie (Hrsg.): The Excluded Past: Archaeology in Education. (1990, London: Unwin Hyman)
- mit Brian L. Molyneaux (Hrsg.): The Presented Past: heritage, museums and education. (1994, London: Routledge)
- mit Philippe G. Planel (Hrsg.): The Constructed Past: experimental archaeology, education and the public. (1999, London: Routledge)
- mit Robert Layton Julian Thomas (Hrsg.): Destruction and Conservation of Cultural Property. (2001, London: Routledge)
- mit Don Henson, Mike Corbishley (Hrsg.): Education and the historic environment. (2004, London: English Heritage/Routledge)
- mit Robert Layton, Stephen J. Shennan (Hrsg.): A Future for Archaeology: The Past in the Present. (2006, London: UCL Press)
- mit Joanne Farchakh Bajjaly (Hrsg.): The Destruction of Cultural Heritage in Iraq. (2008, Woodbridge: The Boydell Press)
- mit Suzie Thomas (Hrsg.): Metal Detecting and Archaeology. (2009, Woodbridge: The Boydell Press)
- (Hrsg.): Cultural Heritage, Ethics, and the Military. (2011, Woodbridge: Boydell Press)
- mit David Brough (Hrsg.): Managing, Using, and Interpreting Hadrian's Wall as World Heritage. (2013, New York: Springer)